# 고케시

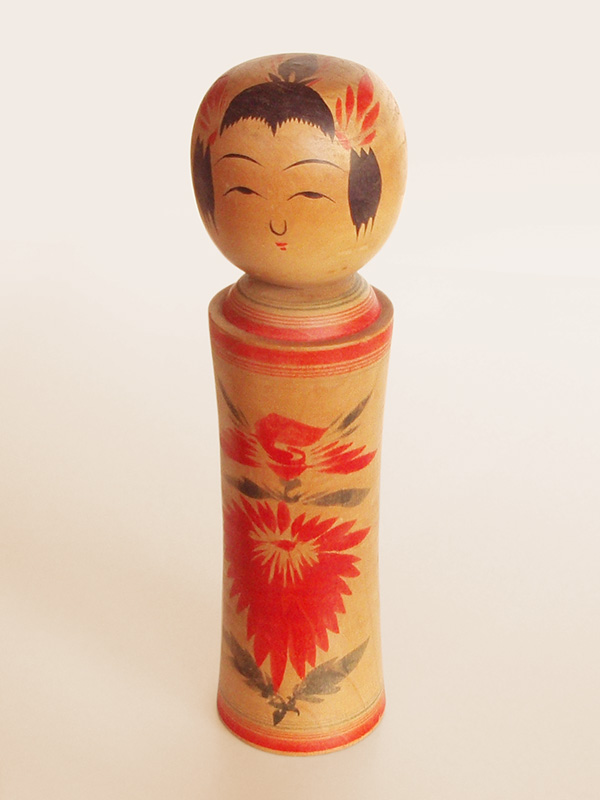
고케시

고케시(こけし 코케시[*])는 일본의 전통 인형이다.

## 같이 보기
- 마트료시카
- 오뚝이